# Ionela-Livia Cozmiuc
Ionela-Livia Cozmiuc, bis 2018 Ionela-Livia Lehaci, (* 3. Januar 1995 in Câmpulung Moldovenesc) ist eine rumänische Leichtgewichts-Ruderin, die Olympiazweite 2024 und mehrfache Weltmeisterin war.

## Sportliche Karriere
Ionela-Livia Lehaci gewann im Doppelzweier die Silbermedaille bei den Junioren-Weltmeisterschaften 2012. 2013 startete sie bereits bei den U23-Weltmeisterschaften im Rudern und belegte den vierten Platz im Leichtgewichts-Doppelzweier. 2014 belegte sie in dieser Bootsklasse zusammen mit Andreea Asoltanei den zweiten Platz bei den U23-Weltmeisterschaften und den siebten Platz bei den Europameisterschaften in der Erwachsenenklasse.
2015 trat sie zusammen mit Gianina-Elena Beleagă an. Die beiden belegten den achten Platz bei den Europameisterschaften, den fünften Platz bei den U23-Weltmeisterschaften und den dreizehnten Platz bei den Weltmeisterschaften. 2016 belegten Lehaci und Asoltanei den sechsten Platz bei den Europameisterschaften. Bei der in Luzern ausgetragenen Qualifikationsregatta für die Olympischen Spiele in Rio de Janeiro erreichten Beleaga und Lehaci den zweiten Platz hinter den Niederländerinnen Ilse Paulis und Maaike Head. In Rio de Janeiro bei der Olympischen Regatta belegten die beiden Rumäninnen den achten Platz.
In die Saison 2017 starteten Lehaci und Beleaga mit einem vierten Platz bei den Europameisterschaften. Ende Juli siegten sie bei den U23-Weltmeisterschaften. Zwei Monate später gewannen sie auch den Titel bei den Weltmeisterschaften in Sarasota. Zum Abschluss der Saison gewannen sie auch bei den U23-Europameisterschaften. Auch 2018 belegten die beiden Rumäninnen den vierten Platz bei den Europameisterschaften, anderthalb Monate später siegten sie bei den Weltmeisterschaften in Plowdiw.
Nach ihrer Heirat trat Lehaci ab 2019 unter dem Namen Cozmiuc an. Cozmiuc und Beleaga belegten 2019 den fünften Platz bei den Europameisterschaften und den vierten Platz bei den Weltmeisterschaften. 2020 gewannen Beleagă und Cozmiuc bei den Europameisterschaften in Posen die Bronzemedaille hinter den Niederländerinnen und den Italienerinnen. 2021 belegten die beiden den vierten Platz bei den Europameisterschaften und den sechsten Platz bei den Olympischen Spielen in Tokio.
2022 ruderte Cozmiuc im Weltcup im Leichtgewichts-Doppelvierer. Bei den Europameisterschaften in München siegte sie im Leichtgewichts-Einer, vier Wochen später siegte sie auch bei den Weltmeisterschaften in Račice u Štětí. Im Jahr darauf siegte Cozmiuc bei den Europameisterschaften 2023 in Bled im Leichtgewichts-Einer. Drei Monate später bei den Weltmeisterschaften in Belgrad wurde sie zusammen mit Mariana Laura Dumitru Dritte im Leichtgewichts-Doppelzweier. Bei den Europameisterschaften 2024 in Szeged ruderte Cozmiuc zusammen mit Gianina-Elena van Groningen, wie Beleagă seit ihrer Heirat heißt, und gewann den Titel mit über zwei Sekunden Vorsprung vor den Griechinnen. Drei Monate später bei den Olympischen Spielen in Paris gewannen die beiden Britinnen mit 1,7 Sekunden Vorsprung vor dem rumänischen Boot. Weitere drei Wochen später siegte Cozmiuc bei den Weltmeisterschaften 2024 in den nichtolympischen Bootsklassen im Leichtgewichts-Einer.